# Flughafen al-Ahsa

i7
i11
i13
Der Flughafen al-Ahsa (arabisch مطار الأحساء الدولي, DMG Maṭār al-Aḥsāʾ ad-duwalī, IATA-Code: HOF, ICAO-Code: OEAH) liegt im Osten Saudi-Arabiens, etwa 12 Kilometer südwestlich der Stadt Hofuf, in der Provinz asch-Scharqiyya. Al-Ahsa oder auch al-Hasa sind Alternativnamen der Stadt Hofuf.
Der Flughafen al-Ahsa liegt auf einer Höhe von 179 m und wurde im Jahr 1985 eröffnet. Im Zweiten Golfkrieg waren auf ihm französische Truppen stationiert. Seit etwa 2013 existieren Linienflugverbindungen ins Ausland. Derzeit (2021) werden von ihm unter anderem Dubai und Riad angeflogen.